# I. A třída Libereckého kraje
I. A třída Libereckého kraje patří společně s ostatními prvními A třídami mezi šesté nejvyšší fotbalové soutěže v Česku. Je řízena Libereckým fotbalovým svazem, hraje se každý rok od léta do jara se zimní přestávkou. Účastní se ji 14 týmů z oblasti Libereckého kraje, každý s každým hraje jednou na domácím hřišti a jednou na hřišti soupeře. Celkem se tedy hraje 26 kol. Vítězem se stává tým s nejvyšším počtem bodů v tabulce a postupuje do Libereckého přeboru. Poslední dva týmy sestupují do I. B třídy (do skupiny východ nebo západ). Do Liberecké I. A třídy vždy postupuje vítěz každé skupiny I. B třídy (východ/západ).

## Vítězové
| Ročník    | Vítězný tým                                           |
| --------- | ----------------------------------------------------- |
| 2004/2005 | Slovan Hrádek nad Nisou                               |
| 2005/2006 | TJ Desná                                              |
| 2006/2007 | VTJ Ještěd Liberec                                    |
| 2007/2008 | FK Turnov B                                           |
| 2008/2009 | Jiskra Mšeno-Jablonec nad Nisou                       |
| 2009/2010 | Arsenal Česká Lípa B                                  |
| 2010/2011 | TJ Doksy                                              |
| 2011/2012 | SK Skalice                                            |
| 2012/2013 | Sokol Bozkov                                          |
| 2013/2014 | TJ Spartak Chrastava                                  |
| 2014/2015 | Slovan Frýdlant                                       |
| 2015/2016 | Slovan Hrádek nad Nisou                               |
| 2016/2017 | FK Přepeře                                            |
| 2017/2018 | Sokol Rynoltice                                       |
| 2018/2019 | Jiskra Mšeno-Jablonec nad Nisou                       |
| 2019/2020 | FC Lomnice nad Popelkou - Nedohráno z důvodu Covid-19 |
| 2020/2021 | TJ Velké Hamry B - Nedohráno z důvodu Covid-19        |
| 2021/2022 | FC Pěnčín                                             |
| 2022/2023 | TJ Spartak Chrastava                                  |
| 2023/2024 | TJ Sokol Pěnčín (LI)                                  |
| 2024/2025 |                                                       |